# Jankov kamen
Le mont Jankov kamen (en serbe cyrillique : Јанков камен) est le point culminant des monts Golija. Il se situe dans le sud-ouest de la Serbie centrale.
Le Jankov kamen est également le point culminant de toutes les montagnes du groupe de Stari Vlah, dans une des zones les plus orientales des Alpes dinariques.